# Гонсалес, Аристидес
Ари́стидес Гонса́лес Орти́с (исп. Arístides González Ortíz; род. 12 января 1961, Аньяско) — пуэрто-риканский боксёр, представитель средней весовой категории. Выступал за сборную Пуэрто-Рико по боксу в середине 1980-х годов, бронзовый призёр летних Олимпийских игр в Лос-Анджелесе, победитель и призёр турниров международного значения. В период 1986—1989 годов боксировал на профессиональном уровне, но без особого успеха.

## Биография
Аристидес Гонсалес родился 12 января 1961 года в муниципалитете Аньяско, Пуэрто-Рико.

### Любительская карьера
В 1984 году вошёл в основной состав пуэрто-риканской национальной сборной и благодаря череде удачных выступлений удостоился права защищать честь страны на летних Олимпийских играх в Лос-Анджелесе — в категории до 75 кг благополучно прошёл первых троих соперников по турнирной сетке, в том числе в четвертьфинале взял верх над достаточно сильным голландцем Педро ван Рамсдонком, но на стадии полуфиналов со счётом 1:4 потерпел поражение от представителя Южной Кореи Син Чун Сопа и получил олимпийскую награду бронзового достоинства. Таким образом, он стал третьим в истории Пуэрто-Рико олимпийским призёром — ранее медали выигрывали боксёры Хуан Венегас и Орландо Мальдонадо.
После Олимпиады Гонсалес ещё в течение некоторого времени оставался в составе пуэрто-риканской боксёрской команды и продолжал принимать участие в крупнейших международных турнирах. Так, в 1985 году он выступил на чемпионате Северной Америки в Бомонте, откуда так же привёз награду бронзового достоинства — в полуфинале средней весовой категории был остановлен американцем Адамом Гарландом.

### Профессиональная карьера
В августе 1986 года Гонсалес успешно дебютировал на профессиональном ринге в США. Тем не менее, какого-то значительного успеха среди профессионалов не добился, в течение трёх лет провёл пять боёв в первом тяжёлом весе, из которых четыре выиграл и один проиграл. В 1989 году завершил карьеру профессионального боксёра.